# Лемонье (лунный кратер)
Кратер Лемонье (лат. Le Monnier) — крупный древний ударный кратер на восточном побережье Моря Ясности на видимой стороне Луны. Название присвоено в честь французского астронома и профессора физики Пьера Шарля Ле Монье (1715—1799) и утверждено Международным астрономическим союзом в 1935 г. Образование кратера относится к нектарскому периоду.

## Описание кратера

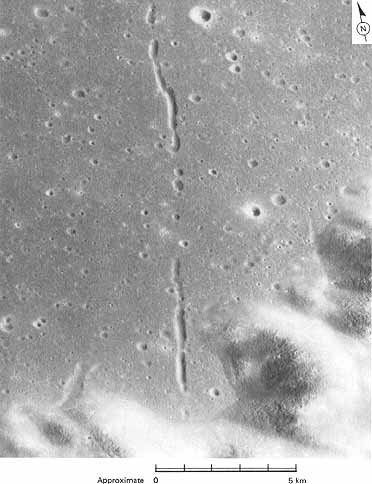
Цепочка понижений местности в южной части чаши кратера Лемонье (неофициальное название - Прямая борозда, см. ниже). Снимок с борта Аполлона-15.

Ближайшими соседями кратера являются кратеры Посидоний и Шакорнак на севере; кратер Рёмер на востоке; маленький кратер Брюстер на юго-востоке; кратеры Клерк и Литтров на юге; маленькие кратеры Борель на юго-западе и Вери на западе-юго-западе. На западе от кратера расположены гряды Смирнова; на севере борозды Шакорнака; на востоке борозды Рёмера и за ними Таврские горы; на юге борозды Литтрова; на юго-западе гряды Альдрованда. 

Селенографические координаты центра кратера 26°40′ с. ш. 30°30′ в. д. / 26,66° с. ш. 30,5° в. д., диаметр 68,4 км, глубина 2,4 км.
Кратер Лемонье имеет циркулярную форму и значительно разрушен. Вал сглажен, западная часть вала полностью разрушена, таким образом кратер образует залив в Море Ясности, на месте западной части валы находятся лишь небольшие складки на поверхности моря. Дно чаши затоплено темной базальтовой лавой. В южной части чаши находится цепочка удлиненных понижений местности длиной 22 км.

## Сателлитные кратеры

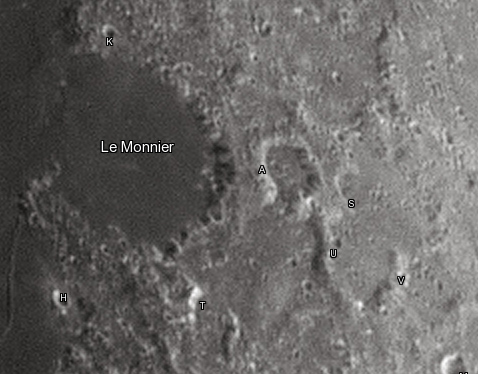
Снимок Девида Кемпбелла.

| Лемонье | Координаты                                            | Диаметр, км |
| ------- | ----------------------------------------------------- | ----------- |
| A       | 26°50′ с. ш. 32°29′ в. д. / 26,83° с. ш. 32,49° в. д. | 20,9        |
| H       | 24°58′ с. ш. 29°37′ в. д. / 24,97° с. ш. 29,62° в. д. | 4,7         |
| K       | 27°45′ с. ш. 30°16′ в. д. / 27,75° с. ш. 30,26° в. д. | 4,0         |
| S       | 26°47′ с. ш. 33°47′ в. д. / 26,78° с. ш. 33,78° в. д. | 38,3        |
| T       | 25°10′ с. ш. 31°28′ в. д. / 25,17° с. ш. 31,46° в. д. | 16,2        |
| U       | 26°07′ с. ш. 33°25′ в. д. / 26,11° с. ш. 33,41° в. д. | 25,1        |
| V       | 26°02′ с. ш. 34°15′ в. д. / 26,03° с. ш. 34,25° в. д. | 23,1        |

## Места посадок космических аппаратов
- 15 января 1973 года в кратере Лемонье, в точке с селенографическими координатами 25°51′ с. ш. 30°27′ в. д. / 25,850° с. ш. 30,450° в. д.G, совершила посадку автоматическая межпланетная станция Луна-21 доставившая на поверхность Луны «Луноход-2», который за 4 месяца работы прошел 42 км в южной части чаши кратера. Для удобства работы экипажей телеоператорного управления Лунохода-2 часть деталей рельефа южной части кратера Лемонье получила собственные неофициальные названия - холмы Встречные, кратер Пологий, мыс Ближний, мыс Дальний, бухта Круглая, Прямая борозда, мыс Южный, пик Лунохода[5].

## См.также
- Список кратеров на Луне
- Лунный кратер
- Морфологический каталог кратеров Луны
- Планетная номенклатура
- Селенография
- Минералогия Луны
- Геология Луны
- Поздняя тяжёлая бомбардировка